# Dead Ringer
Dead Ringer es el tercer álbum de estudio publicado por el cantante estadounidense Meat Loaf el 4 de septiembre de 1981. Todas las canciones incluidas en el disco fueron compuestas por Jim Steinman.

## Lista de canciones
| Lado A |                                     |          |  |
| N.º    | Título                              | Duración |  |
| 1.     | «Peel Out» (Con Leslie Aday)        | 6:30     |  |
| 2.     | «I'm Gonna Love Her for Both of Us» | 7:09     |  |
| 3.     | «More than You Deserve»             | 7:02     |  |

| Lado B |                                        |          |  |
| N.º    | Título                                 | Duración |  |
| 4.     | «I'll Kill You if You Don't Come Back» | 6:24     |  |
| 5.     | «Read 'Em and Weep»                    | 5:25     |  |
| 6.     | «Nocturnal Pleasure»                   | 0:38     |  |
| 7.     | «Dead Ringer for Love» (con Cher)      | 4:21     |  |
| 8.     | «Everything Is Permitted»              | 4:41     |  |